# Donación de Pipino

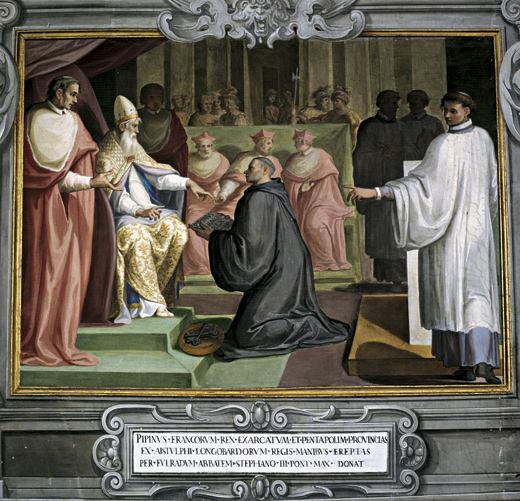
La donación de Pipino el Breve al Papa Esteban II (754).

La Donación de Pipino (también llamada en latín: Promissio Carisiaca y Donatio Carisiaca, o en francés: Traité de Quierzy, Tratado de Quierzy o Donación de Quierzy) se refiere al evento en el cual el rey Pipino el Breve transfirió formalmente considerables extensiones de tierra en Italia al papa Esteban II en 756, proveyendo una base legal para la formación de los Estados Pontificios, que extendían el poder temporal del papa más allá de la Diócesis y el Ducado de Roma.

## Contexto
En 728, Liutprando, rey de los Lombardos, llegó a un acuerdo en Sutri con el papa Gregorio II, otorgándole al Papado el pueblo fortificado de Sutri en la Via Cassia y algunos otros sitios fortificados en Lacio. Esta «Donación de Sutri» marcó la fundación histórica de los Estados Pontificios.
En 751, los lombardos bajo su rey Astolfo habían conquistado el Exarcado de Rávena, la principal sede del gobierno bizantino en Italia, cuyo Basileus (que sería como un «patriarca» en occidente) mantenía poder territorial como representante del emperador romano de Oriente, independiente del papa. El papa asumió entonces el pleno poder de gobierno (dicio) en el Ducado de Roma (que pasaría a ser denominado como patrimonio de san Pedro), reconociendo al emperador bizantino como su soberano, pero como el ducado de Roma había sido parte del exarcado, fue reclamado por Astolfo.  El duque Lombardo de Spoleto y los reyes lombardos representaban pues una amenaza para el territorio romano y Astolfo demandó tributo del hábil diplomático, el papa Zacarías, quién había ganado tiempo con sus predecesores. El Papa Zacarías murió en marzo de 752, y después de la muerte del papa electo Esteban tres días después de su elección en marzo de 752, el sucesor eventual, el papa Esteban II negoció con Astolfo una tregua de cuarenta años, pero Astolfo la rompió a los cuatro meses, y en junio de 752 reclamó jurisdicción e impuestos, emprendiendo la marcha a Roma. Técnicamente, Esteban era un súbdito bizantino, y las tierras de Roma pertenecían al emperador bizantino Constantino V. Sin embargo, Constantino no podía ayudar en absoluto a Esteban porque era considerado un hereje en Occidente debido a su iconoclasia, y se limitó a mandar una misiva a Astolfo para que restituyera los territorios imperiales de los que se había adueñado. El papa había recibido instrucciones de negociar con Astolfo y sus lombardos, pero pronto pronto no le quedó más remedio que apelar al rey de los francos, Pipino el Breve (quién había sido coronado en Soissons con la bendición del papa Zacarías), emprendiendo viaje a Francia y reuniéndose con él en Quiercy-sur-Oise en 753, la primera vez que un papa cruzó hacia la Galia. 
En Quierzy, los nobles francos finalmente dieron su consentimiento a una campaña en Lombardía. La tradición católica afirma que en ese momento Pipino ejecutó por escrito una promesa para darle a la Iglesia ciertos territorios que les serían arrancados a los lombardos. No existe la versión original de este documento, sin embargo, fuentes del siglo VIII lo citan.
Esteban ungió a Pipino en Saint-Denis en una memorable ceremonia que fue recordada en las consagraciones reales de los reyes franceses hasta el final del Antiguo Régimen.
A cambio, en 756, Pipino y su armada franca forzaron al último rey lombardo a entregar sus conquistas, y Pipino oficialmente le confirió al papa los territorios pertenecientes a Rávena, aún ciudades tales como Forlì con sus tierras interiores, depositando la Donación de Pipino en la tumba de San Pedro, de acuerdo a versiones tradicionales posteriores. La donación incluía conquistas lombardas en la Romaña y en los ducados de Spoleto y Benevento, y en la Pentápolis en las Marcas (las «cinco ciudades» de Rímini, Pésaro, Fano, Senigallia y Ancona). Por primera vez, la Donación hizo al Papa el soberano temporal de una franja de territorio que se extendía diagonalmente a través de Italia desde el Tirreno hasta el Adriático. Sobre estos extensos y montañosos territorios, los papas medievales no eran capaces de ejercer soberanía efectiva, dadas las presiones del tiempo, y a los nuevos Estados Pontificios mantuvieron su antigua herencia lombarda de muchos pequeños condados y marquesados, cada uno centrado en una rocca fortificada.
Pipino confirmó su Donación en Roma en 756, y en 774 Carlomagno confirmó la donación de su padre.

## Teoría de la Donación de Constantino
En 1440 se descubrió que el documento llamado la «Donación de Constantino» era una falsificación. Ese documento usado durante gran parte de la Edad Media sirvió para justificar la posesión de extensos territorios en el centro de Italia por el Papado. Una de las teorías es que fue creado precisamente en la época en que Pipino el Breve intervenía en Italia y sirvió para conseguir su donación.